# Dick Duckworth (Fußballspieler, 1878)
Richard „Dick“ Duckworth (* 14. September 1878 in Manchester; † 1954) war ein englischer Fußballspieler, der vorwiegend als Außenläufer agierte und einer der Stammspieler beim Gewinn der ersten beiden Meistertitel in der Geschichte des englischen Rekordmeisters Manchester United war.

## Leben
Der in Manchester geborene Dick Duckworth ging aus dem Nachwuchsbereich des Manchester United-Vorgängervereins Newton Heath FC hervor und schaffte in der Zweitliga-Saison 1903/04 – an deren Ende die Mannschaft den Aufstieg wegen eines weniger erzielten Punktes den besser platzierten Woolwich Arsenal überlassen mussten – den Sprung in die erste Mannschaft, wenngleich er in jener Saison nicht über einen Einsatz hinauskam.
In der darauffolgenden Zweitliga-Saison 1904/05 brachte er es auf acht Einsätze, in denen er insgesamt sechs Treffer erzielte (so viele wie nie wieder in seiner Laufbahn) und ebenso seinen einzigen Hattrick (nach englischen Maßstäben) in einem am 1. April 1905 ausgetragenen Heimspiel gegen den späteren Absteiger Doncaster Rovers (6:0).
Auch in der darauffolgenden Saison, an deren Ende der Wiederaufstieg in die erste Liga gelang, war Duckworth mit insgesamt zehn Einsätzen noch nicht Stammspieler.
Dies änderte sich in der höchsten Spielklasse, als er zu einem Stammspieler und Leistungsträger avancierte, der maßgeblichen Anteil an der ersten großen Epoche von Manchester United hatte, der zwischen 1907/08 und 1910/11 je zweimal englischer Meister und FA-Charity-Shield-Sieger sowie einmal FA-Cup-Sieger war.
Im Dezember 1913 erlitt Duckworth eine schwere Knieverletzung, die ihn zur Beendigung seiner sportlichen Laufbahn zwang. Sein gleichnamiger Sohn (1906–1983) wurde ebenfalls Fußballprofi.

## Erfolge
- Englischer Meister:  1907/08, 1910/11
- FA Cup: 1908/09
- FA Charity Shield: 1908 und 1911
- Englischer Zweitligameister: 1905/06